# Elano
Elano Blumer, född 14 juni 1981 i Iracemápolis, São Paulo, Brasilien, är en brasiliansk fotbollstränare och tidigare fotbollsspelare. 

## Karriär
Elano började sin karriär i Guarani och efter en kort period i Inter de Limeira gick han till Santos, Pelés moderklubb, där han spelade tillsammans med Robinho, Diego och Alex. Klubben vann Campeonato Brasileiro år 2004. Efter tre år i Santos och 32 gjorda mål flyttade han till Ukraina och Sjachtar Donetsk.
Under sin första säsong i Sjachtar blev Elano uttagen till det brasilianska landslaget. Elano spelade i en vänskapsmatch mot Argentina på Emirates Stadium. Han gjorde två mål och Kaká gjorde det tredje och sista målet. Matchen slutade 3–0 till Brasilien.
Den 2 augusti 2007 betalade Manchester City 8 miljoner pund för Elano med Sven-Göran Eriksson som tränare. Han debuterade på säsongens första matchdag mot West Ham United. 
Den 30 juni 2009 skrev Elano på ett fyraårskontrakt med turkiska klubben Galatasaray. Han gjorde sin debut för Galatasaray den 20 augusti mot laget Levadia Tallinn.